# Rafael Lemus Rubiales
Rafael Lemus Rubiales, né le 12 avril 1975, est un homme politique espagnol membre du Parti socialiste ouvrier espagnol (PSOE).

## Biographie

### Formation
Il est diplômé en pédagogie thérapeutique.

### Activités politiques
Il est élu conseiller municipal de Torre de Miguel Sesmero dans la province de Badajoz lors des élections municipales de 1999 pour une mandature. Guillermo Fernández Vara le nomme chef de cabinet de la présidence de la Junte d'Estrémadure en 2007. Il le reste jusqu'en 2011. Entre 2008 et 2012, il occupe les fonctions de vice-secrétaire général du PSOE de Badajoz. En 2012, il devient secrétaire général de la commission exécutive provinciale du PSOE de Badajoz.
Le 21 juillet 2015, il est désigné sénateur par l'Assemblée d'Estrémadure en représentation de l'Estrémadure. Sa désignation est renouvelée en 2019.